# Hahncappsia pergilvalis
Hahncappsia pergilvalis là một loài bướm đêm trong họ Crambidae.